# كيث غليسون
كيث غليسون (بالإنجليزية: Keith Gleeson)‏ هو لاعب اتحاد الرغبي أيرلندي، ولد في 17 يونيو 1976 في دبلن في جمهورية أيرلندا.

## وصلات خارجية
- كيث غليسون عل موقع إسبنسكروم (الإنجليزية)
- كيث غليسون على موقع ItsRugby.co.uk (الإنجليزية)